# Шелковников, Иван Яковлевич
Иван Яковлевич Шелковников (1836—1901) — генерал от инфантерии русской императорской армии, герой русско-турецкой войны 1877—1878 годов.

## Биография
Родился 1 (13) апреля 1836  года, сын майора Якова Ивановича Шелковникова. Его старший брат Владимир — генерал-майор; другой брат Александр — полковник.
Образование получил в Новгородском кадетском корпусе, по окончании курса в котором 13 августа 1853 года был принят в Дворянский полк. Выпущен 17 июня 1854 года прапорщиком в лейб-гвардии Литовский полк. Во время Крымской войны 1854—1855 годов находился в составе войск, назначенных охранять северное побережье Финского залива в Санкт-Петербургской и Выборгской губерниях от возможной десантной высадки англо-французов. 17 июня 1855 года произведён в подпоручики и 23 апреля 1861 года — в поручики.
В 1863—1864 годах Шелковников сражался в Польше с мятежниками, находился в отряде генерал-майора Меллер-Закомельского и отличился в бою 6 мая 1863 года при окончательном поражении отряда Древновского у деревни Ново-Весь, награждён орденом св. Станислава 3-й степени с мечами и бантом. 19 апреля 1864 года получил чин штабс-капитана.
30 августа 1869 года произведён в полковники. За время службы в Литовском гвардейском полку Шелковников без малого два года командовал там ротой и почти три года — батальоном.
27 января 1876 года назначен командиром 70-го пехотного Ряжского полка. Во главе этого полка Шелковников в 1877—1878 годах сражался против турок на Дунае и в Болгарии. Отличился при переправе через Дунай 10 июня 1877 года, за штурм Гарвинских высот он был награждён орденом св. Владимира 3-й степени с мечами. Затем он был в сражениях при занятии города Меджидие и при Базарджике, за отличия в этих делах он 18 марта 1879 года был награждён золотой саблей с надписью «За храбрость».
15 мая 1883 года Шелковников был произведён в генерал-майоры, 20 апреля 1885 года назначен командиром 1-й бригады 17-й пехотной дивизии, 30 августа 1891 года получил в командование 9-ю местную бригаду и наконец 28 апреля 1894 года возглавил 7-ю пехотную дивизию, 30 августа того же года произведён в генерал-лейтенанты.
7 августа 1900 года Шелковников был уволен в отставку с производством в генералы от инфантерии.
Скончался 2 (15) октября 1901 года в Санкт-Петербурге, похоронен на Смоленском православном кладбище.

## Награды
Среди прочих наград Шелковников имел ордена:
- Орден Святого Станислава 3-й степени с мечами и бантом (1863 год)
- Орден Святой Анны 3-й степени (1864 год)
- Орден Святого Станислава 2-й степени (1867 год, императорская корона к этому ордену пожалована в 1870 году)
- Орден Святой Анны 2-й степени (1872 год)
- Орден Святого Владимира 4-й степени (1874 год)
- Орден Святого Владимира 3-й степени с мечами (1877 год)
- Золотая сабля с надписью «За храбрость» (18 марта 1879 года)
- Орден Святого Станислава 1-й степени (1887 год)
- Орден Святой Анны 1-й степени (1891 год)
- Орден Святого Владимира 2-й степени (1898 год)

## Брат Владимир Яковлевич
Владимир Яковлевич Шелковников (1835–1899) родился 21 апреля (3 мая) 1835 года. Воспитывался в Новгородском кадетском корпусе. 
В 1874—1877 годах был Устюженским воинским начальником. С 20 сентября 1877 по 22 ноября 1879 года командовал 132-м пехотным Бендерским полком, с которым в составе 12-го армейского корпуса участвовал в русско-турецкой войне. С 5 января 1880 по 13 мая 1886 года командовал 106-м Уфимским пехотным полком; 13 мая 1886 года был назначен, с производством в генерал-майоры, командиром 2-й бригады 1-й пехотной дивизии и занимал эту должность до 14 февраля 1894 года.
Умер 24 июля (5 августа) 1899 года. Похоронен на Казанском кладбище при Нижегородском Крестовоздвиженском монастыре.